# Communauté de communes du Trièves
Die Communauté de communes du Trièves ist ein französischer Gemeindeverband mit Rechtsform einer Communauté de communes im Département Isère, dessen Verwaltungssitz sich in dem Ort Monestier-de-Clermont befindet. Der Verband liegt an der Südspitze des Départements in den Alpen, etwa 20 km südöstlich von Grenoble am Übergang vom Vercors-Massiv zum Dévoluy-Massiv. In diesem Bereich befindet sich das namensgebende Trièves, ein Alpental mittlerer Höhen von 500 m bis 1200 m, das im Nordosten vom Fluss Drac begrenzt wird. Der Gemeindeverband besteht aus 27 Gemeinden und zählt 10.338 Einwohner (Stand 2022) auf einer Fläche von 631,8 km2. Präsident des Gemeindeverbandes ist Jérôme Fauconnier.

## Geschichte
Die Communauté de communes du Trièves trat zum 1. Januar 2012 in Kraft als Fusion dreier bereits bestehender Gemeindeverbände:
- Communautés de communes du Canton de Clelles der acht Gemeinden des ehemaligen Kantons (Wahlkreises) Clelles, gegründet zum Jahreswechsel 1992/1993;
- Communautés de communes de Mens der neun Gemeinden des ehemaligen Kantons (Wahlkreises) Mens, gegründet zum Jahreswechsel 1993/1994;
- Communautés de communes du Canton de Monestier de Clermont der zwölf Gemeinden des ehemaligen Kantons (Wahlkreises) Monestier-de-Clermont, gegründet Ende 1996.

Der neue, vergrößerte Gemeindeverband ersetzte außerdem mehrere der Zweckverbände, die die einzelnen Communauté de communes untereinander geschlossen hatten.

## Aufgaben
Zu den vorgeschriebenen Kompetenzen gehören die Entwicklung und Förderung wirtschaftlicher Aktivitäten und die Raumplanung auf Basis eines Schéma de Cohérence Territoriale. Der Gemeindeverband bestimmt die Wohnungsbaupolitik und betreibt die Straßenmeisterei, die Wasserversorgung sowie die Müllabfuhr und -entsorgung. Zusätzlich baut und unterhält der Verband Kultur- und Sporteinrichtungen und fördert Veranstaltungen in diesen Bereichen.
Die Communauté de communes ist außerdem Schulträger und fördert Kleinkindbetreuung und außerschulische Aktivitäten.

## Mitgliedsgemeinden
Folgende Gemeinden gehören der Communauté de communes du Trièves an:
| Gemeinde                          | Einwohner 1. Januar 2022 | Fläche km² | Dichte Einw./km² | Code INSEE | Postleitzahl |
| --------------------------------- | ------------------------ | ---------- | ---------------- | ---------- | ------------ |
| Avignonet                         | 197                      | 8,41       | 23               | 38023      | 38650        |
| Château-Bernard                   | 286                      | 18,27      | 16               | 38090      | 38650        |
| Châtel-en-Trièves                 | 491                      | 47,60      | 10               | 38456      | 38710        |
| Chichilianne                      | 326                      | 62,48      | 5                | 38103      | 38930        |
| Clelles                           | 576                      | 20,88      | 28               | 38113      | 38930        |
| Cornillon-en-Trièves              | 169                      | 13,92      | 12               | 38127      | 38710        |
| Gresse-en-Vercors                 | 356                      | 81,13      | 4                | 38186      | 38650        |
| Lalley                            | 183                      | 23,65      | 8                | 38204      | 38930        |
| Lavars                            | 164                      | 14,80      | 11               | 38208      | 38710        |
| Le Monestier-du-Percy             | 256                      | 14,99      | 17               | 38243      | 38930        |
| Mens                              | 1.431                    | 28,29      | 51               | 38226      | 38710        |
| Monestier-de-Clermont             | 1.463                    | 5,45       | 268              | 38242      | 38650        |
| Percy                             | 167                      | 15,93      | 10               | 38301      | 38930        |
| Prébois                           | 172                      | 16,03      | 11               | 38321      | 38710        |
| Roissard                          | 320                      | 14,25      | 22               | 38342      | 38650        |
| Saint-Andéol                      | 119                      | 29,70      | 4                | 38355      | 38650        |
| Saint-Baudille-et-Pipet           | 258                      | 35,97      | 7                | 38366      | 38710        |
| Saint-Guillaume                   | 239                      | 13,33      | 18               | 38391      | 38650        |
| Saint-Jean-d’Hérans               | 308                      | 17,48      | 18               | 38403      | 38710        |
| Saint-Martin-de-Clelles           | 184                      | 14,72      | 13               | 38419      | 38930        |
| Saint-Martin-de-la-Cluze          | 749                      | 16,26      | 46               | 38115      | 38650        |
| Saint-Maurice-en-Trièves          | 179                      | 12,94      | 14               | 38424      | 38930        |
| Saint-Michel-les-Portes           | 283                      | 20,59      | 14               | 38429      | 38650        |
| Saint-Paul-lès-Monestier          | 284                      | 13,88      | 20               | 38438      | 38650        |
| Sinard                            | 719                      | 10,44      | 69               | 38492      | 38650        |
| Treffort                          | 258                      | 10,99      | 23               | 38513      | 38650        |
| Tréminis                          | 201                      | 49,40      | 4                | 38514      | 38710        |
| Communauté de communes du Trièves | 10.338                   | 631,78     | 16               | –          | –            |